# Spyridium erymnocladum
Spyridium erymnocladum är en brakvedsväxtart som beskrevs av W.R. Barker. Spyridium erymnocladum ingår i släktet Spyridium och familjen brakvedsväxter. Inga underarter finns listade i Catalogue of Life.